# Chiesa dei Santi Pietro e Caterina (Ronciglione)
La chiesa dei Santi Pietro e Caterina, nota anche con il titolo di duomo, è la principale parrocchiale di Ronciglione, in provincia di Viterbo e diocesi di Civita Castellana; fa parte della vicaria Cassia.

## Storia
I lavori di costruzione del duomo ronciglionese incominciarono intorno al 1630 su disegno di Pietro da Cortona, ma furono ben presto fermati a causa di problemi strutturali legati al sottostante strato di tufo e di ristrettezze finanziarie della famiglia Farnese.
L'opera venne ripresa nel 1671 dopo che il progetto era stato modificato e rivisto dall'architetto romano Carlo Rainaldi; la chiesa venne portata a termine nel 1695. 
Il 14 luglio 1726 il vescovo di Nepi e Sutri Vincenzo Vecchiarelli impartì la consacrazione del duomo, mentre il campanile fu ultimato solo alcuni anni dopo, nel 1734.
Nel 1961 venne posato il nuovo pavimento dell'interno e nel 1966 si procedette all'adeguamento liturgico in ossequio alle norme postconciliari, in occasione del quale vennero aggiunti nel presbiterio l'ambone e l'altare rivolto verso l'assemblea.
Il campanile dovette essere risistemato nel 1994 a causa delle pessime condizioni in cui versava e l'anno successivo il presbiterio fu rimaneggiato; tra il 2006 e il 2007 la parrocchiale venne interessata da un restauro che riguardò prevalentemente la facciata e il tetto.

## Descrizione

### Esterno
La facciata a salienti del duomo, rivolta a sudovest, è suddivisa da una cornice marcapiano modanata in due registri, entrambi scanditi da lesene binate; quello inferiore, più largo e d'ordine ionico, presenta centralmente il portale maggiore, sormontato da un frontoncino curvilineo, e ai lati gli ingressi secondari, sovrastati da frontoncini triangolari, mentre quello superiore, d'ordine composito e affiancato da volute, è caratterizzato da una finestra e coronato dal frontone.
Annesso alla parrocchiale è il campanile a base quadrata, la cui cella presenta su ogni lato una monofora a tutto sesto affiancata da lesene ed è coronata dalla cupola poggiante sul tamburo.

### Interno

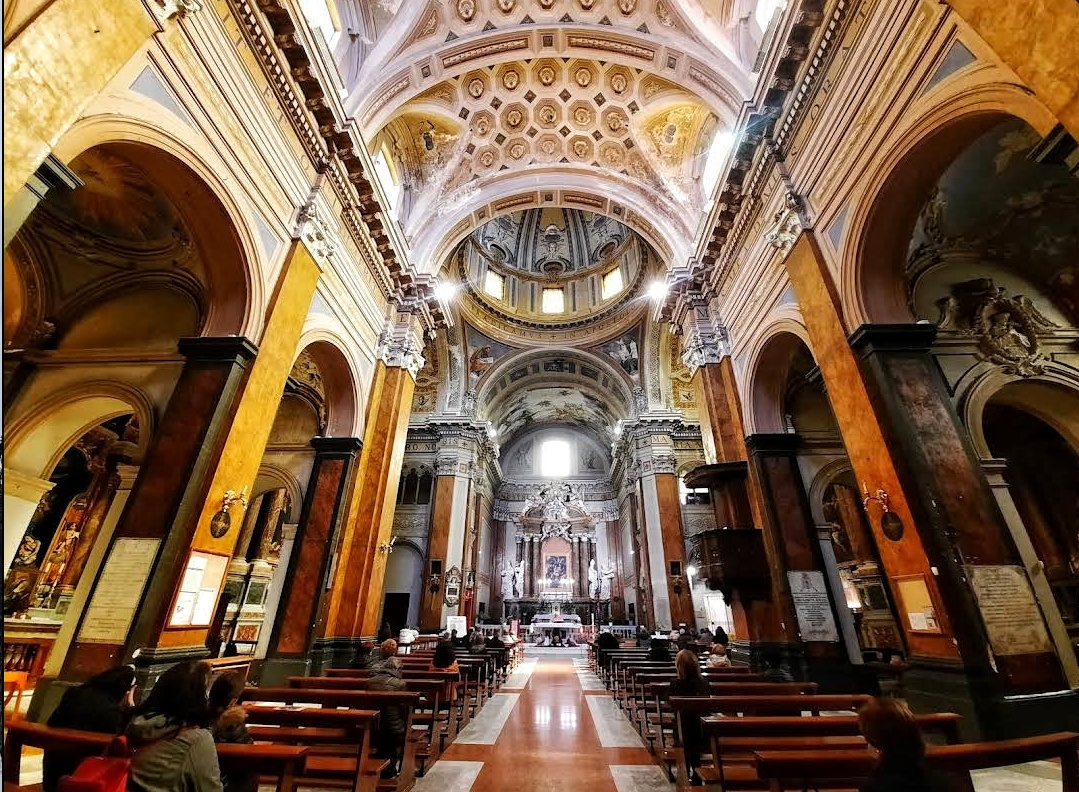
L'interno

L'interno dell'edificio si compone di tre navate, separate da pilastri sorreggenti degli archi a tutto sesto e abbelliti da lesene con capitelli compositi sopra cui corre la trabeazione aggettante e dentellata sulla quale si impostano le volte; al termine dell'aula si sviluppa il presbiterio rialzato di alcuni gradini e chiuso dall'abside quadrangolare.
Qui sono conservate diverse opere di pregio, tra le quali la tela con soggetto la Madonna del Rosario, eseguita da Giuseppe Ghezzi nel XVIII secolo, la pala ritraente l'Assunzione, firmata da Francesco Trevisani, il trittico raffigurante il Santissimo Salvatore benedicente con la Vergine e San Giovanni, realizzato nel XV secolo da Gabriele Di Francesco, e la statua lignea che rappresenta San Bartolomeo.
Dietro l'altare maggiore è un dipinto cinquecentesco con la Madonna col Bambino e Santi, derivazione dalla Pala Fugger di Giulio Romano, attribuibile forse a Raffaellino del Colle o allo stesso in collaborazione con il Papacello.